# Kettősviszony
A kettősviszony egy egyenes (pontsor) négy pontjára, illetve egy sugársor négy elemének kölcsönös elhelyezkedésére jellemző viszonyszám. A projektív geometria fontos alapfogalma: centrális vetítéskor a távolságok és a szögek változnak, a kettősviszony megmarad (invariáns). Ezt Papposz egyik fontos tétele biztosítja.

## Értelmezése
Az {\displaystyle A,B,C,D} pontnégyes {\displaystyle (ABCD)} kettősviszonya az {\displaystyle (ABC)} és {\displaystyle (ABD)}  egyszerű- vagy osztóviszonyok hányadosa (viszonya):
- ({\displaystyle ABCD)=(ABC):(ABD)}

A három pont viszonylagos helyzetét jellemző osztóviszonyt szakaszok hányadosa definiálja:
- {\displaystyle (ABC)={\frac {AC}{CB}}} ,
- {\displaystyle (ABD)={\frac {AD}{DB}}} .

A pontnégyes és a sugárnégyes kettősviszonya:
- {\displaystyle (ABCD)={\frac {AC}{CB}}:{\frac {AD}{DB}}} ,

- {\displaystyle (abcd)={\frac {\sin {ac}}{\sin {cb}}}:{\frac {\sin {ad}}{\sin {db}}}} .

A formulákban szereplő szakaszok és szögek irányítottak, előjelesek. 

Néhány példa az osztóviszonyra:
{\displaystyle (ABF)=3:3=1} (felezőpont),
{\displaystyle (ABG)=2:4=0,5} (harmadoló pont, A-hoz közelebbi),
{\displaystyle (ABH)=4:2=2} (harmadoló pont, B-hez közelebbi),
{\displaystyle (ABM)=(-2):8=-0,25}
{\displaystyle (ABN)=8:(-2)=-4}
{\displaystyle (ABB)=6:0=+\infty }
{\displaystyle (AAB)=6:(-6)=-1}
{\displaystyle (ABA)=0:6=0}
Néhány példa a kettősviszonyra:
{\displaystyle (ABFG)=1:0,5=2}
{\displaystyle (ABGH)=0,5:2=0,25}
{\displaystyle (ABGN)=0,5:(-4)=-0,125}
{\displaystyle (ABFN)=1:(-4)=-0,25}
{\displaystyle (ABHN)=2:(-4)=-0,5}
{\displaystyle (ABNH)=-4:2=-2}.

## Harmonikus négyes
Különös fontosságú az olyan pontnégyes, amelynek kettősviszonya {\displaystyle (ABXY)=-1}.  Ez csak úgy lehet, hogy X és Y közül az egyik pont az AB szakaszon, másik azon kívül helyezkedik el, s az osztóviszonyokra pedig teljesül: {\displaystyle (ABX)=-(ABY).}

## Papposz tétele
Ha az egy pontra illeszkedö {\displaystyle a,b,c,d} egyenesek egy, a közös pontjukra nem illeszkedő egyenest rendre az {\displaystyle A,B,C,D} pontokban metszenek, akkor {\displaystyle (ABCD)=(abcd).}
A tétel egyszerű következménye, hogy ha két egyenest metsz a sugársor, akkor az egyik egyenesen a metszéspontok kettősviszonya a másik egyeneseken keletkező vetületüknek a kettősviszonyával egyezik: {\displaystyle (ABCD)=(A'B'C'D').}
Hasonló összefüggés igazolható a közös egyenesre illeszkedő sugársorok négyeseire: {\displaystyle (abcd)=(a'b'c'd')}.